# Pernell Roberts
Pernell Elven Roberts Junior (Waycross, 18 de maio de 1928 – Malibu, 24 de janeiro de 2010) foi um ator e cantor norte-americano. Astro da série de televisão Bonanza, foi o mais longevo dos protagonistas do seriado.
Trabalhou em mais de 60 seriados e dezenas de filmes, mas seu rosto é sempres lembrado por dois papeis: o cowboy Adam Cartwright em Bonanza e o cirurgião-chefe John McIntyre em "Trapper John, M.D.".

## Carreira
Filho de um vendedor na empresa Dr Pepper, começou a atuar na adolescência, em peças escolares, e a cantar em shows da United Service Organizations. Na década de 1940, entrou para o Instituto de Tecnologia da Geórgia, mas não concluiu seus estudos. Logo após a Segunda Guerra Mundial, entrou para o Corpo de Fuzileiros Navais dos Estados Unidos, onde serviu por dois anos. Neste período, fez parte da United States Marine Band, tocando tuba e instrumentos de percussão.
Em 1949, estreou como ator profissional na peça "The Man Who Came to Dinner" e em 1952, estreou na Broadway. Em 1955, ganhou o "Drama Desk Award" por sua atuação em Macbeth. Em 1956, estreou na televisão, no seriado "Kraft Television Theatre", e em 1957, fez a estréia no cinema, no filme Desire Under the Elms, lançado em 1958.
No final da década de 1959, assinou contrato com a NBC para interpretar o papel do filho mais velho de Ben Cartwright, Adam Cartwright, no seriado Bonanza. Após a temporada de 1965, deixou o elenco apos criticar o seriado e a NBC. Nos anos seguintes iniciou uma série de atuações em musicais na Broadway.
Em 1991, atuou em seu último filme, no longa-metragem "Checkered Flag" e em 1997, fez sua última aparição num seriado de TV, em Diagnosis: Murder.

## Ativismo
Pernell era um ativista pelos direitos da igualdade e justiça social, participando ativamente de eventos e movimentos que denunciassem os temas, como a Marchas de Selma a Montgomery, em 1965. Um dos motivos que o forçou a abandonar "Bonanza", um seriado que na metade da década de 1960 contava com ótimos índices de audiência, foram suas críticas a NBC por contratar atores brancos para fazerem papéis de negros e índios.

## Morte
Em 24 de janeiro de 2010, Pernell faleceu em decorrência de um câncer de pâncreas aos 81 anos.